# Harvey Keitel
Harvey Keitel (Brooklyn, Nova Iorque, 13 de maio de 1939) é um ator norte-americano. Conhecido por
interpretar personagens moralmente ambíguos e "durões". Ele ganhou destaque pela primeira vez durante o movimento Nova Hollywood, e manteve uma associação de longa data com o diretor Martin Scorsese, estrelando em seis de seus filmes desde 1973. 
De 1995 a 2017, foi co-presidente do Actors Studio, junto com os atores Al Pacino e Ellen Burstyn.

## Biografia
Filho do emigrante judeu vindo da Polônia Harry Keitel, e mãe vinda de Maramureş, Romênia, Miriam.
Nasceu no Brooklyn, Nova York, em 13 de maio de 1939, crescendo no bairro como um arruaceiro. Aos 16, a delinquência chegou ao fim quando foi convocado pelas Forças Armadas, indo ao Líbano com os Fuzileiros Navais.

## Carreira
Com feições e modos rudes, mais seu sotaque do Brooklyn, Harvey Keitel ficou conhecido graças a suas participações nos primeiros filmes de Martin Scorsese. Papéis de ator coadjuvante, pontas ou até o papel principal de filmes sem repercussão dominaram sua carreira desde então.
Mas a década de 1990 chegou com um salto para o trabalho de Keitel, com papéis nos quais se destacou muito, em filmes como "Thelma e Louise" e "O Piano", demonstrando sua versatilidade. Keitel mostrou muita profundidade na caracterização de seus personagens.
Ao voltar das Forças Armadas, mais pé-no-chão, interessou-se por aprender a arte da interpretação. Estudou com os célebres Lee Strasberg e Stella Adler, e começou a representar em peças teatrais de pequena repercussão.
Aos 26 anos, conheceu um jovem estudante de cinema da Universidade de Nova York com aspirações a diretor: Martin Scorsese. Passou a trabalhar com ele e fizeram sua estreia nas telas com "Quem Bate à Minha Porta?", curta-metragem de 1968. Cinco anos depois, trabalharam novamente juntos, desta vez no longa "Caminhos Perigosos". A parceria continuou na década de 70 com "Alice Não Mora Mais Aqui" e "Taxi Driver", este último um dos melhores filmes de Scorsese, com Robert De Niro e uma ainda criança Jodie Foster.
A carreira de Keitel começou, então, a decair, após ser preterido na escolha do papel principal de "Apocalypse Now", de Francis Ford Coppola, que ficou com Martin Sheen. Passou a década de 80 em filmes obscuros, inexpressivos, tendo como única exceção "A Última Tentação de Cristo", também de Scorsese.
No início da década de 90, mais precisamente em 91, ainda estava em uma fase ruim da carreira, quando participou de "Thelma e Louise", de Ridley Scott. Seu papel de detetive nesse filme foi o começo da boa fase de seu trabalho. Finalmente foi indicado ao Oscar por seu personagem gângster em "Bugsy", de Warren Beatty, de 1991, dando mais impulso a sua ascensão e desmanchando os estereótipos sobre seu trabalho, dada a versatilidade demonstrada.
1992 foi marcante em sua carreira por seus papéis em "Cães de Aluguel", que tornou conhecido o diretor/roteirista Quentin Tarantino, do emergente cinema independente, e em "Mudança de Hábito", ao lado de Whoopi Goldberg. E o polêmico "Vício Frenético", em que Keitel dá uma de suas melhores performances nas telas, interpretando um policial corrupto, viciado, apostador e ladrão, no filme de Abel Ferrara.
Em 1993, marcou de vez sua imagem de ator versátil no exótico drama "O Piano", de Jane Campion, em que protagonizou as tão conhecidas cenas de nudez com Holly Hunter.
Continuou a boa fase no decorrer da década, muitas vezes nos papéis de gângster e de homens rudes, mas de boa índole, em filmes como "Pulp Fiction - Tempo de Violência" e "Cop Land". Um de seus papéis mais memoráveis foi o de dono de uma charutaria, Auggie Wren, em "Cortina de Fumaça", da obra de Paul Auster; repetiu o papel na sequência "Sem Fôlego", desta vez num enfoque bem-humorado, num filme repleto de participações especiais - numa célebre cena final, dançava em plena rua no Brooklin ao som da brasileira Marisa Monte.
Trabalhou de novo com Paul Auster em "Os Mistérios de Lulu", em que fazia um músico enamorado pela personagem de Mira Sorvino. Voltou a trabalhar com Jane Campion em outro filme, "Fogo Sagrado", ao lado de Kate Winslet, desta vez sem a repercussão de "O Piano". Logo após, foi um dos valentes personagens da aventura de guerra "U-571 - A Batalha do Atlântico", com Matthew McConaughey, Bill Paxton e Jon Bon Jovi.
Em seguida, envolveu-se em uma série de papéis em filmes menores, independentes, inclusive fora dos EUA. Voltou aos blockbusters novamente como um policial, em "Dragão Vermelho". Em 2014 fez uma pequena aparição em no video-clipe Pretty Hurts da cantora norte-americana Beyoncé Knowles.
- Filmografia selecionada

- Who's That Knocking at My Door (1967) (Quem Bate a Minha Porta?)
- Mean Streets (1973) (Caminhos Perigosos)
- Alice Doesn't Live Here Anymore (1974) (Alice Não Mora Mais Aqui)
- Taxi Driver (1976)
- Mother, Jugs and Speed (1976) (Emergencia Maluca)
- Blue Collar (1978) (Vivendo na Corda Bamba)
- The Duellists (1978) (Os Duelistas)
- Fingers (1978)
- Bad Timing (1980) (Contratempo)
- Saturn 3 (1980) (Missão Saturno 3)
- Deathwatch (1981) (O Olhar da Morte)
- Corrupt (1981) (A ordem é Matar)
- Exposed (Entre a Vida e a Morte)
- The Last Temptation of Christ (1988) (A Última Tentação de Cristo)
- The January Man (1989) (O Calendario da Morte)
- Thelma and Louise (1991) (Thelma e Louise)
- Bugsy (1991)
- Bad Lieutenant (1992) (Vicio Frenético)
- Reservoir Dogs (1992) (Cães de Aluguel)
- Sister Act (1992) (Mudança de Hábito)
- Rising Sun(1993) (Sol Nascente)
- Dangerous Game (1993) (Olhos de Serpente)
- The Piano (1993) (O Piano)
- Point of No Return (1993) (A Assassina)
- The Young Americans (1993) (A Idade da Violência)
- Imaginary Crimes (1994) (Crimes Imáginarios)
- Pulp Fiction (1994)
- Smoke (1995) (Cortina de Fumaça)
- Ulysses' Gaze (1995)
- Blue in the Face (1995) (Sem Folêgo)
- Clockers (1995) (Irmãos de Sangue)
- From Dusk Till Dawn (1996) (Um Drink no Inferno)
- Cop Land (1997)
- Shadrach (1998)
- Lulu on the Bridge (1998) (O Mistério de Lulu)
- The Prince of Central Park (1999) (O Principe de Central Park)
- Three Seasons (1999) (Três Estações)
- Holy Smoke! (1999) (Fogo Sagrado)
- U-571 (2000)
- Little Nicky (2000)
- Red Dragon (2002) (Dragão Vermelho)
- Crime Spree (2003) (Procurados)
- Dreaming of Julia (2003) (Cuba Libre)
- National Treasure (2004) (A Lenda do Tesouro Perdido)
- The Bridge of San Luis Rey (2004) (A Ponte de San Luis Rey)
- Be Cool (2005)
- The Shadow Dancer (2005) (De Encontro com o Amor)
- Il Mercante di Pietre / The Stone Merchant (2006) (O Mercador de Pedras)
- Arthur et les Minimoys (2006) (Arthur e os Minimoys)
- National Treasure: Book of Secrets (2007) (A Lenda do Tesouro Perdido: Livro dos Segredos)
- Wrong Turn at Tahoe (2009)
- A Beginner's Guide to Endings (2010)
- Little Fockers (2010) (Não Há Família Pior!)
- A Farewell To Fools (2013) (Os Reformados)
- The Grand Budapest Hotel (2014) (O Grande Hotel Budapeste)
- Youth (2015) (A Juventude)
- Madame (2017)
- Lies We Tell (2017)
- First We Take Brooklyn (2018)
- Isle of Dogs (2018)
- The Last Man (2019)
- Esau (2019)
- See You Soon (2019)
- The Painted Bird (2019)
- The Irishman (2019)
- Fátima (2020)
- Blood on the Crown (2021)
- Lansky (2021)